# 小行星列表/187801-187900
| 名稱         | 臨時編號   | 發現日期       | 發現地點   | 發現者                         |
| ------------ | ---------- | -------------- | ---------- | ------------------------------ |
| 小行星187801 | 1999 HZ5   | 1999年4月18日  | 基特峰     | 太空监视                       |
| 小行星187802 | 1999 JU2   | 1999年5月8日   | 兴隆       | 北京天文台施密特CCD小行星计划  |
| 小行星187803 | 1999 JN8   | 1999年5月14日  | 索科罗     | 林肯近地小行星研究小组         |
| 小行星187804 | 1999 OB2   | 1999年7月22日  | 索科罗     | 林肯近地小行星研究小组         |
| 小行星187805 | 1999 RR32  | 1999年9月8日   | 博洛尼亚   | Osservatorio San Vittore       |
| 小行星187806 | 1999 RB51  | 1999年9月7日   | 索科罗     | 林肯近地小行星研究小组         |
| 小行星187807 | 1999 RM189 | 1999年9月9日   | 索科罗     | 林肯近地小行星研究小组         |
| 小行星187808 | 1999 RA214 | 1999年9月13日  | 基特峰     | 太空监视                       |
| 小行星187809 | 1999 TS16  | 1999年10月14日 | 奥德热幽夫 | L. Šarounová                   |
| 小行星187810 | 1999 TC18  | 1999年10月10日 | 兴隆       | 北京天文台施密特CCD小行星计划  |
| 小行星187811 | 1999 TX77  | 1999年10月10日 | 基特峰     | 太空监视                       |
| 小行星187812 | 1999 TU131 | 1999年10月6日  | 索科罗     | 林肯近地小行星研究小组         |
| 小行星187813 | 1999 TR154 | 1999年10月7日  | 索科罗     | 林肯近地小行星研究小组         |
| 小行星187814 | 1999 TL159 | 1999年10月9日  | 索科罗     | 林肯近地小行星研究小组         |
| 小行星187815 | 1999 TH164 | 1999年10月10日 | 索科罗     | 林肯近地小行星研究小组         |
| 小行星187816 | 1999 TL177 | 1999年10月10日 | 索科罗     | 林肯近地小行星研究小组         |
| 小行星187817 | 1999 TP225 | 1999年10月2日  | 基特峰     | 太空监视                       |
| 小行星187818 | 1999 TA229 | 1999年10月3日  | 卡特林那   | 卡特林那巡天系统               |
| 小行星187819 | 1999 TD244 | 1999年10月7日  | 卡特林那   | 卡特林那巡天系统               |
| 小行星187820 | 1999 TP253 | 1999年10月10日 | 索科罗     | 林肯近地小行星研究小组         |
| 小行星187821 | 1999 TS260 | 1999年10月11日 | 基特峰     | 太空监视                       |
| 小行星187822 | 1999 UH7   | 1999年10月30日 | 索科罗     | 林肯近地小行星研究小组         |
| 小行星187823 | 1999 UK16  | 1999年10月29日 | 卡特林那   | 卡特林那巡天系统               |
| 小行星187824 | 1999 UH32  | 1999年10月31日 | 基特峰     | 太空监视                       |
| 小行星187825 | 1999 UP32  | 1999年10月31日 | 基特峰     | 太空监视                       |
| 小行星187826 | 1999 US32  | 1999年10月31日 | 基特峰     | 太空监视                       |
| 小行星187827 | 1999 UW33  | 1999年10月31日 | 基特峰     | 太空监视                       |
| 小行星187828 | 1999 VX21  | 1999年11月12日 | 伊斯特拉   | K. Korlević                    |
| 小行星187829 | 1999 VT58  | 1999年11月4日  | 索科罗     | 林肯近地小行星研究小组         |
| 小行星187830 | 1999 VG61  | 1999年11月4日  | 索科罗     | 林肯近地小行星研究小组         |
| 小行星187831 | 1999 VC95  | 1999年11月9日  | 索科罗     | 林肯近地小行星研究小组         |
| 小行星187832 | 1999 VU95  | 1999年11月9日  | 索科罗     | 林肯近地小行星研究小组         |
| 小行星187833 | 1999 VO105 | 1999年11月9日  | 索科罗     | 林肯近地小行星研究小组         |
| 小行星187834 | 1999 VM121 | 1999年11月4日  | 基特峰     | 太空监视                       |
| 小行星187835 | 1999 VH134 | 1999年11月10日 | 基特峰     | 太空监视                       |
| 小行星187836 | 1999 VM147 | 1999年11月13日 | 索科罗     | 林肯近地小行星研究小组         |
| 小行星187837 | 1999 VQ153 | 1999年11月11日 | 基特峰     | 太空监视                       |
| 小行星187838 | 1999 VT165 | 1999年11月14日 | 索科罗     | 林肯近地小行星研究小组         |
| 小行星187839 | 1999 VD184 | 1999年11月15日 | 索科罗     | 林肯近地小行星研究小组         |
| 小行星187840 | 1999 VF188 | 1999年11月15日 | 索科罗     | 林肯近地小行星研究小组         |
| 小行星187841 | 1999 VF208 | 1999年11月9日  | 基特峰     | 太空监视                       |
| 小行星187842 | 1999 VJ225 | 1999年11月5日  | 索科罗     | 林肯近地小行星研究小组         |
| 小行星187843 | 1999 XN50  | 1999年12月7日  | 索科罗     | 林肯近地小行星研究小组         |
| 小行星187844 | 1999 XP53  | 1999年12月7日  | 索科罗     | 林肯近地小行星研究小组         |
| 小行星187845 | 1999 XW109 | 1999年12月4日  | 卡特林那   | 卡特林那巡天系统               |
| 小行星187846 | 1999 XK135 | 1999年12月8日  | 索科罗     | 林肯近地小行星研究小组         |
| 小行星187847 | 1999 XM138 | 1999年12月4日  | 基特峰     | 太空监视                       |
| 小行星187848 | 1999 XC246 | 1999年12月5日  | 索科罗     | 林肯近地小行星研究小组         |
| 小行星187849 | 1999 XM248 | 1999年12月6日  | 索科罗     | 林肯近地小行星研究小组         |
| 小行星187850 | 2000 AB48  | 2000年1月5日   | 索科罗     | 林肯近地小行星研究小组         |
| 小行星187851 | 2000 AG151 | 2000年1月11日  | 普雷斯科特 | P. G. Comba                    |
| 小行星187852 | 2000 AA170 | 2000年1月7日   | 索科罗     | 林肯近地小行星研究小组         |
| 小行星187853 | 2000 AA225 | 2000年1月11日  | 基特峰     | 太空监视                       |
| 小行星187854 | 2000 AS253 | 2000年1月7日   | 基特峰     | 太空监视                       |
| 小行星187855 | 2000 GP4   | 2000年4月4日   | 索科罗     | 林肯近地小行星研究小组         |
| 小行星187856 | 2000 GL155 | 2000年4月6日   | 可可尼诺县 | 洛厄尔天文台近地小行星搜寻计划 |
| 小行星187857 | 2000 HA5   | 2000年4月27日  | 索科罗     | 林肯近地小行星研究小组         |
| 小行星187858 | 2000 HA31  | 2000年4月28日  | 索科罗     | 林肯近地小行星研究小组         |
| 小行星187859 | 2000 HL69  | 2000年4月25日  | 可可尼诺县 | 洛厄尔天文台近地小行星搜寻计划 |
| 小行星187860 | 2000 JM10  | 2000年5月7日   | 索科罗     | 林肯近地小行星研究小组         |
| 小行星187861 | 2000 KG17  | 2000年5月28日  | 索科罗     | 林肯近地小行星研究小组         |
| 小行星187862 | 2000 LW14  | 2000年6月7日   | 索科罗     | 林肯近地小行星研究小组         |
| 小行星187863 | 2000 LW25  | 2000年6月11日  | 索科罗     | 林肯近地小行星研究小组         |
| 小行星187864 | 2000 NE6   | 2000年7月3日   | 基特峰     | 太空监视                       |
| 小行星187865 | 2000 OG56  | 2000年7月29日  | 可可尼诺县 | 洛厄尔天文台近地小行星搜寻计划 |
| 小行星187866 | 2000 OV59  | 2000年7月29日  | 可可尼诺县 | 洛厄尔天文台近地小行星搜寻计划 |
| 小行星187867 | 2000 OJ60  | 2000年7月29日  | 可可尼诺县 | 洛厄尔天文台近地小行星搜寻计划 |
| 小行星187868 | 2000 PA10  | 2000年8月1日   | 索科罗     | 林肯近地小行星研究小组         |
| 小行星187869 | 2000 QH51  | 2000年8月24日  | 索科罗     | 林肯近地小行星研究小组         |
| 小行星187870 | 2000 QH62  | 2000年8月28日  | 索科罗     | 林肯近地小行星研究小组         |
| 小行星187871 | 2000 QC64  | 2000年8月28日  | 索科罗     | 林肯近地小行星研究小组         |
| 小行星187872 | 2000 QB70  | 2000年8月24日  | 索科罗     | 林肯近地小行星研究小组         |
| 小行星187873 | 2000 QN78  | 2000年8月24日  | 索科罗     | 林肯近地小行星研究小组         |
| 小行星187874 | 2000 QH91  | 2000年8月25日  | 索科罗     | 林肯近地小行星研究小组         |
| 小行星187875 | 2000 QX91  | 2000年8月25日  | 索科罗     | 林肯近地小行星研究小组         |
| 小行星187876 | 2000 QT104 | 2000年8月28日  | 索科罗     | 林肯近地小行星研究小组         |
| 小行星187877 | 2000 QG117 | 2000年8月25日  | 索科罗     | 林肯近地小行星研究小组         |
| 小行星187878 | 2000 QL120 | 2000年8月25日  | 索科罗     | 林肯近地小行星研究小组         |
| 小行星187879 | 2000 QQ169 | 2000年8月31日  | 索科罗     | 林肯近地小行星研究小组         |
| 小行星187880 | 2000 QK176 | 2000年8月31日  | 索科罗     | 林肯近地小行星研究小组         |
| 小行星187881 | 2000 QY211 | 2000年8月31日  | 索科罗     | 林肯近地小行星研究小组         |
| 小行星187882 | 2000 QW230 | 2000年8月31日  | 基特峰     | 太空监视                       |
| 小行星187883 | 2000 RW    | 2000年9月1日   | 索科罗     | 林肯近地小行星研究小组         |
| 小行星187884 | 2000 RS42  | 2000年9月3日   | 索科罗     | 林肯近地小行星研究小组         |
| 小行星187885 | 2000 RS53  | 2000年9月7日   | 小田郡     | 美星小行星追蹤望遠鏡           |
| 小行星187886 | 2000 RV53  | 2000年9月7日   | 索科罗     | 林肯近地小行星研究小组         |
| 小行星187887 | 2000 RW64  | 2000年9月1日   | 索科罗     | 林肯近地小行星研究小组         |
| 小行星187888 | 2000 RV73  | 2000年9月2日   | 索科罗     | 林肯近地小行星研究小组         |
| 小行星187889 | 2000 SV5   | 2000年9月22日  | 索科罗     | 林肯近地小行星研究小组         |
| 小行星187890 | 2000 SW41  | 2000年9月24日  | 索科罗     | 林肯近地小行星研究小组         |
| 小行星187891 | 2000 ST46  | 2000年9月23日  | 索科罗     | 林肯近地小行星研究小组         |
| 小行星187892 | 2000 SD59  | 2000年9月24日  | 索科罗     | 林肯近地小行星研究小组         |
| 小行星187893 | 2000 SF85  | 2000年9月24日  | 索科罗     | 林肯近地小行星研究小组         |
| 小行星187894 | 2000 SF142 | 2000年9月23日  | 索科罗     | 林肯近地小行星研究小组         |
| 小行星187895 | 2000 SJ165 | 2000年9月23日  | 索科罗     | 林肯近地小行星研究小组         |
| 小行星187896 | 2000 SJ189 | 2000年9月22日  | 海勒卡拉   | 近地小行星追踪                 |
| 小行星187897 | 2000 SM198 | 2000年9月24日  | 索科罗     | 林肯近地小行星研究小组         |
| 小行星187898 | 2000 ST213 | 2000年9月25日  | 索科罗     | 林肯近地小行星研究小组         |
| 小行星187899 | 2000 SU261 | 2000年9月24日  | 索科罗     | 林肯近地小行星研究小组         |
| 小行星187900 | 2000 SR265 | 2000年9月26日  | 索科罗     | 林肯近地小行星研究小组         |